# Ligawa (wołowina)

Podział półtuszy wołowej

Ligawa – wołowina, pochodząca z udźca, z mięśnia utrzymującego kręgosłup w jego części krzyżowej. Stanowi odpowiednik wieprzowego schabu, nazywany niekiedy fałszywą polędwicą. 
Jest to mięsień półścięgnisty z długimi włóknami otoczony cienką błoną i tkanką tłuszczową. Ligawa jest mięsem chudym, delikatnym i soczystym o czerwonym kolorze. Używana jest przede wszystkim do przygotowywania potraw smażonych, duszonych i pieczonych, np. na roladek lub sztufady.